# 李润田 (1925年)
李润田（1925年—），男，辽宁新民人，中华人民共和国经济地理学家，曾任河南大学校长，河南省政协副主席，第六届全国人大代表。